# Gone Home
Gone Home är ett äventyrsspel utvecklat och utgivet av The Fullbright Company till Microsoft Windows, Mac OS, Linux, Playstation 4, Xbox One, Nintendo Switch och IOS. Spelet lanserades internationellt den 15 augusti 2013 och släpptes först som ett nedladdningsbart spel innan det den 3 juli 2014 lanserades på optisk skiva. Gone Home är The Fullbright Companys debutspel även om större delen av det huvudsakliga arbetslaget bakom spelet tidigare arbetat tillsammans med bland annat Minerva's Den, ett nedladdningsbart innehåll till Bioshock 2. 
I Gone Home tar spelaren rollen som Kaitlin "Katie" Greenbriar i ett enspelarläge. Handlingen äger rum den 7 juni 1995 i ett hus på Arbor Hill i Boon County, Oregon dit Kaitlin precis har återvänt efter att ha varit utomlands det senaste året. Väl hemkommen märker Kaitlin att hela hennes familj (som består av hennes far Terrence, hennes mor Janice och hennes yngre syster Samantha) inte är hemma och hon tvingas undersöka familjens hus för att hitta ledtrådar om var hennes familj är och vad som har hänt dem under det år hon varit bortrest. Berättelsen som nystas upp för Kaitlin handlar till större delen om Samantha och hennes relation till skolkamraten Yolanda "Lonnie" DeSoto och berättas av Samantha i form av dagboksanteckningar till Kaitlin.
Utvecklingen av Gone Home, som tog ett och ett halvt år, påbörjades i mars 2012 av speldesignern och manusförfattaren Steve Gaynor, programmeraren Johnnemann Nordhagen samt grafikdesigner Karla Zimonja och senare även Kate Craig. Mottagandet av spelet var i första hand starkt positivt. Den främsta kritiken som belystes av recensenterna var att spelets handling var välskriven, att huset var detaljrikt och att spelet hade en passande stämning. Dock lyftes negativ kritik fram såsom att Gone Home hade kort speltid, att det var för dyrt att köpa vid lanseringen samt att det ifrågasattes om Gone Home kan klassas som ett spel överhuvudtaget på grund av att det saknar flera av de funktioner som är generellt förekommande i datorspel.

## Spelupplägg

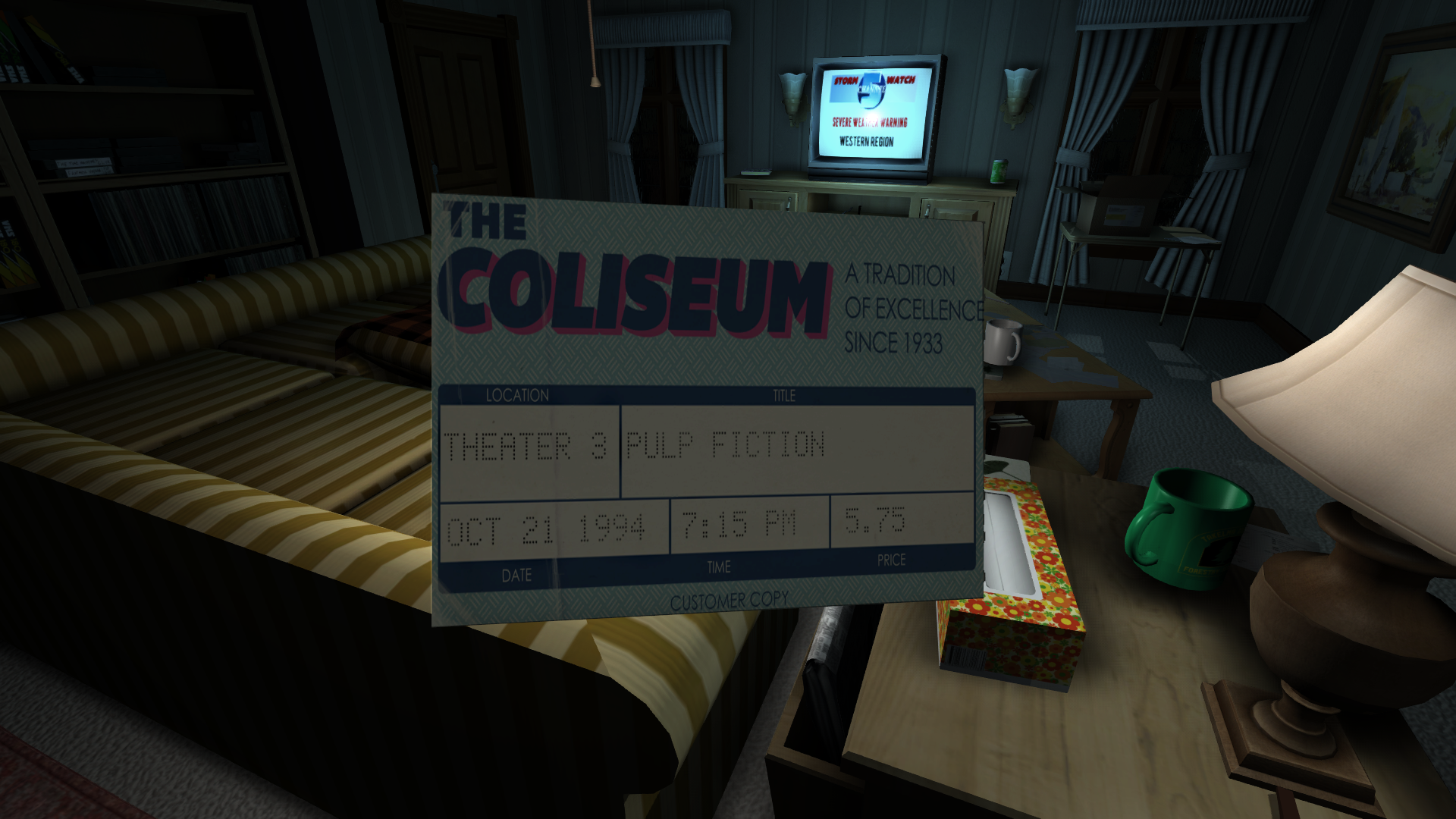
I Gone Home ska spelaren ur ett förstapersonsperspektiv interagera med olika sorters hushållsobjekt för att kunna avancera i spelets handling (på bilden undersöker spelaren en biobiljett för Pulp Fiction).

I Gone Home tar spelaren rollen som Kaitlin "Katie" Greenbriar i ett enspelarläge. Spelet är av äventyrsgenren, men beskrivs på den officiella hemsidan som både ett "berättelseutforskande spel" och som en "interaktiv utforskningssimulator". I Gone Home ska spelaren i ett förstapersonsperspektiv utforska ett hus och söka efter ledtrådar som förklarar vad som har hänt med Kaitlins föräldrar och syster, vilket inte behöver ske ur ett kronologiskt perspektiv. Spelaren ska interagera med olika sorters hushållsobjekt för att kunna avancera i spelets handling; dessa objekt kan lyftas upp, undersökas och kastas. Ett objekt som flyttats från sin ursprungliga position kan dock återställas med ett musklick. Handlingen i Gone Home förs även framåt av att spelaren undersöker diverse anteckningar och brev, vilket ibland utlöser att stycken ur en dagbok läses upp för spelaren eller att en ny del av huset blir åtkomlig. För att klara spelet måste spelaren i rollen som Kaitlin ta reda på var hennes syster är och vad som har hänt henne.
Gone Home är olikt traditionella datorspel i den meningen att det saknar flera av de funktioner som är generellt förekommande i datorspel; det finns till exempel inga icke-spelbara figurer, ingen siktlinjesindikator, inga skadepoäng, inga fiender att strida mot och inte heller några markörer som visar spelets nästa mål. Det är inte heller möjligt för spelaren att få Kaitlin att hoppa eller springa, men det är möjligt att få henne att huka sig och att zooma in på detaljer. Det finns även en meny som visar de saker och den information spelaren samlat på sig samt en karta som hjälper spelaren att navigera runt i huset. Gone Home tillåter att spelupplägget till viss del modifieras när ett nytt spel startas upp. Det är möjligt att starta ett nytt spel med alla lampor tända och alla dörrar öppna i huset, att låta kartan vara inaktiverad samt att ta bort ljudet från uppläsningen av dagboken.
Inspiration för spelupplägget till Gone Home kom från bland annat Ultima Underworld: The Stygian Abyss, System Shock, Thief: The Dark Project, Deus Ex, Bioshock, Dishonored, Silent Hill 2, Myst, Amnesia: The Dark Descent och Dear Esther.

## Handling
Handlingen i Gone Home äger rum i ett hus på Arbor Hill i Boon County, Oregon den 7 juni 1995 med start klockan 01:15. Kaitlin "Katie" Greenbriar har varit bortrest i ett år och under denna tid har hennes familj (som består av hennes far Terrence "Terry" L. Greenbriar, Jr., hennes mor Janice "Jan" Elizabeth Connelly Greenbriar och hennes yngre syster Samantha "Sam" Greenbriar) flyttat till ett hus de har ärvt av faderns farbror Oscar "Doc" Masan. På väg in i huset ser Kaitlin en lapp på ytterdörren som Samantha skrivit, på vilken hon ber Kaitlin att inte undersöka var hon är någonstans. Väl inomhus blir det uppenbart för Kaitlin att hon är ensam i huset och hon påbörjar sin undersökning för att förstå var hennes familj håller hus. Genom att undersöka olika sorters hushållsobjekt nystar Kaitlin upp vad som har hänt med dem under det år hon varit bortrest.
I och med att familjen flyttat till ett nytt hus fick Samantha börja på en ny skola, där hon fick öknamnet "tjejen från psykohuset". Under sina första veckor i skolan blev hon vän med en flicka vid namn Yolanda "Lonnie" DeSoto och Samantha bjöd hem Lonnie till "psykohuset", ett hus Lonnie säger sig alltid ha velat se. De båda umgås mer och mer och vid ett tillfälle sade Lonnie till Samantha att hon tycker att hon är vacker. Efter att de övernattat hos en vän säger Lonnie till Samantha att hon gillar henne och Samantha svarar att hon gillar Lonnie med. Några dagar senare kysser de varandra för första gången och de bestämmer sig för att ha ett kärleksförhållande i smyg.
Kaitlin finner även böcker som hennes far har skrivit flera år tidigare som handlar om mordet på John F. Kennedy. Efter att de första två böckerna i serien haft dåliga försäljningssiffror bestämde sig förlaget för att lägga ned bokserien och Terrence gav då upp sina drömmar om att bli en författare. Dock har ett annat förlag visat intresse för att publicera Terrences böcker igen och i och med detta föreslog han att han skulle få fortsätta skriva nya böcker inom samma serie. Kaitlin får även reda på att anledningen till att hennes föräldrar inte är hemma är att de rest iväg för att fira sin bröllopsdag, men att de planerar att återvända dagen därpå. Kaitlin hittar föräldrarnas broschyrer för äktenskapsrådgivning i huset och genom att läsa vissa brev antyds det att Janice har haft ett utomäktenskapligt förhållande med en arbetskollega. Anledningen till att Oscar testamenterade huset till Terrence och hans familj visar sig vara en sorts ursäkt för ett möjligt sexuellt övergrepp Oscar utförde på Terrence när han var barn.
Samantha och Lonnie fortsatte sitt kärleksförhållande och under tiden som Samantha planerar att börja på college berättar Lonnie för henne att hon hade tagit värvning i armén och att hon skulle resa iväg den 6 juni. Samantha valde att berätta för sina föräldrar att hon hade ett kärleksförhållande med Lonnie, men de vägrade tro på att Samantha var homosexuell. Samantha och Lonnie valde att övernatta tillsammans och när Samantha vaknar morgonen efter märker hon att Lonnie inte var kvar. Senare samma dag ringer Lonnie till Samantha och berättar att hon inte klarade av att ta värvning i armén utan att hon istället hoppade av bussen i Salem, Oregon. Lonnie undrade om inte Samantha ville följa med henne och leta efter ett eget boende, vilket Samantha gick med på. Samantha lämnade en sista dagboksanteckning till Kaitlin innan hon begav sig iväg och i den bad hon om ursäkt för att hon inte kunde vara hemma när Kaitlin återvände från sin resa. Samanthas sista ord till systern var: "Jag älskar dig så mycket, Katie. Jag kommer att träffa dig igen. Någon dag."

## Utveckling

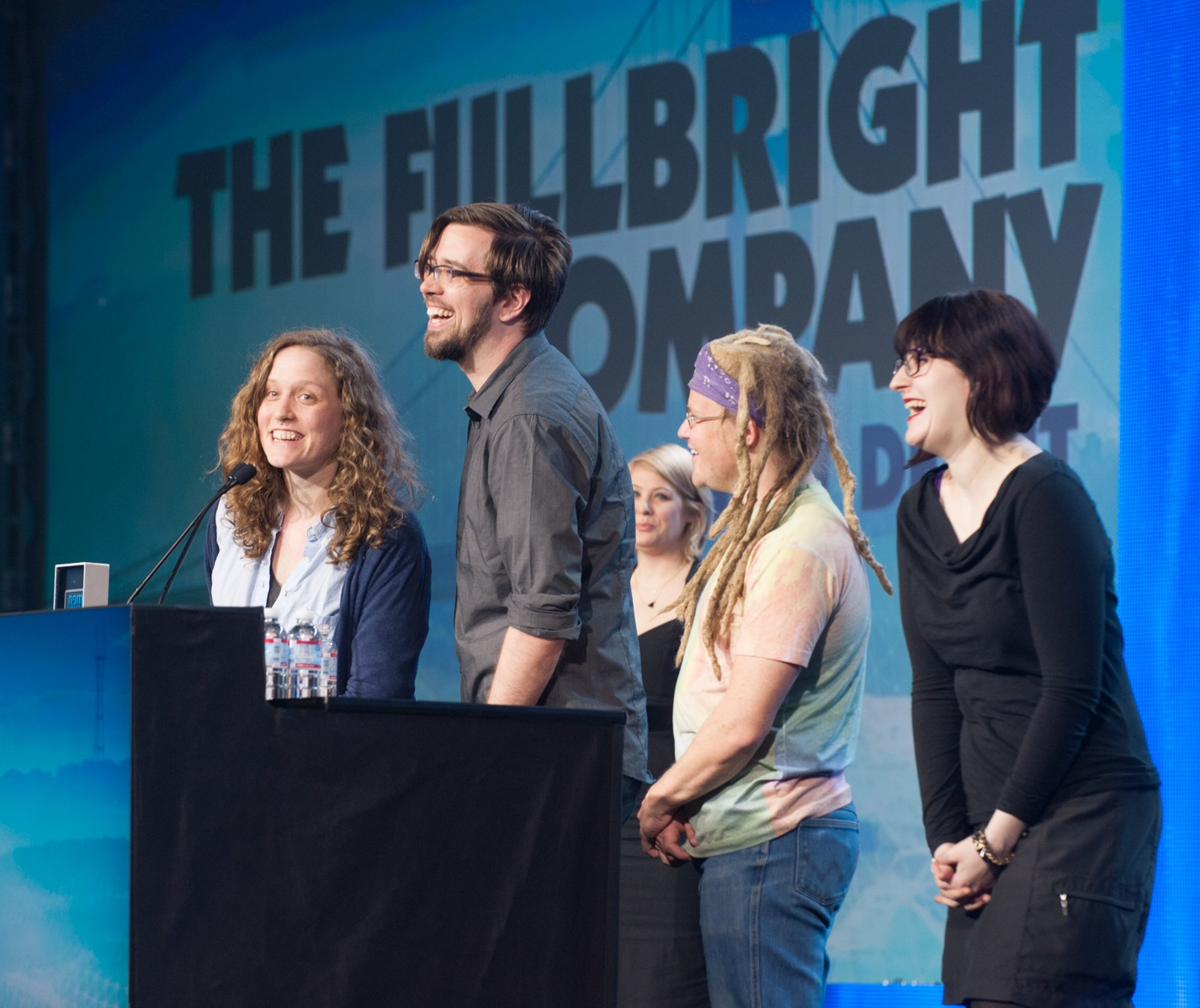
Det huvudsakliga arbetslaget bakom Gone Home. Från vänster syns Kate Craig, Steve Gaynor, Johnnemann Nordhagen och Karla Zimonja från The Fullbright Company under Game Developers Choice Awards den 19 mars 2014.

Utvecklingen av Gone Home påbörjades i mars 2012, samma månad som The Fullbright Company grundades av speldesignern och manusförfattaren Steve Gaynor, programmeraren Johnnemann Nordhagen och grafikdesignern Karla Zimonja. De hade tidigare arbetat tillsammans på 2K Marin med utvecklingen av några datorspel där deras närmaste samarbete skedde vid utvecklingen av Minerva's Den, ett nedladdningsbart innehåll till Bioshock 2. I augusti 2012 anställdes grafikdesignern Kate Craig av The Fullbright Company. Gaynor skrev den 30 april 2012 att The Fullbright Company hade som plan att lansera ett datorspel som gav spelaren "en minnesvärd upplevelse som man blir involverad i och som man fortsätter att tänka på även efter spelet är avstängt och som man en dag vill återvända till. En upplevelse som skiljer sig från begränsningarna av de stelbenta spelgenrerna [...]" samtidigt som Gaynor och hans arbetslag vill skapa "uppslukande ställen att besöka och en djup personlig berättelse som man kan utforska i sin egen takt. Ett icke-våldsamt spel på en vardaglig plats; en upplevelse inte många andra spel kan ge [...]."
Namnet Gone Home avslöjade Gaynor först den 8 maj samma år och han förklarade då att The Fullbright Company hade arbetat med spelet i några månader och att det vid tillfället befann sig i en pre-alfaversion, vilket han beskrev som att spelet hade ett grundläggande spelupplägg och användargränssnitt samt att delar av berättelsen, miljöerna och ungefär fem procent av grafiken och ljudet byggts in. Arbetstitlar för Gone Home var både Memory House och Dear Diary. Några av inspirationskällorna till Gone Home kom från konceptet med urban exploration och specifika exempel på detta har av Gaynor sagts vara ett övergivet hus utanför Tokyo, Japan som kallas för The Royal House (japanska: 華麗なる一族 Hepburn: Karei-naru Ichizoku?, bokstavligen "En majestätisk familj") samt en källare i en byggnad i Portland, Oregon som tidigare var kontor för The Oregonians redaktion. Gaynor beskrev även att Gone Home förlitade sig på spelarens nyfikenhet och till viss del voyeurism, även om spelaren inte skulle ses som en inkräktare i huset.
Gone Home tog ett och ett halvt år att utveckla och lean var den programutvecklingsmetodik som användes. Överlag flöt utvecklingen på utan att några större problem uppstod och allt arbete skedde parallellt. Spelets budget var mer eller mindre obefintlig och arbetslaget fick bekosta delar av utvecklingen med privata pengar.

### Spelmotor och inenheter
Gone Home är utvecklat i spelmotorn Unity och som skriptspråk användes uScript och för det grafiska användargränssnittet användes NGUI samt Ultimate FPS Camera. Spelet var först tänkt att utvecklas i spelmotorn HPL Engine 2, vilken användes till bland annat Amnesia: The Dark Descent, men efter att The Fullbright Companys licensförfrågan till Frictional Games, utvecklarna av spelmotorn, inte godkändes tipsade Thomas Grip, en av grundarna till Frictional Games, The Fullbright Company om att istället använda sig av Unity.
Förutom att använda en datormus och ett tangentbord är Gone Home utvecklat för att kunna spelas med hjälp av en handkontroll. Gaynor har sagt att en Oculus Rift-version av spelet inte kommer att utvecklas. The Fullbright Company undersökte möjligheterna att skapa en sådan version, men det visade sig att det skulle krävas flera ändringar i användargränssnittet samt att en kroppsmodell åt huvudpersonen var tvungen att skapas för att Gone Home skulle fungera med Oculus Rift och enligt Gaynor var detta inget de planerade att genomföra.

### Miljö och design

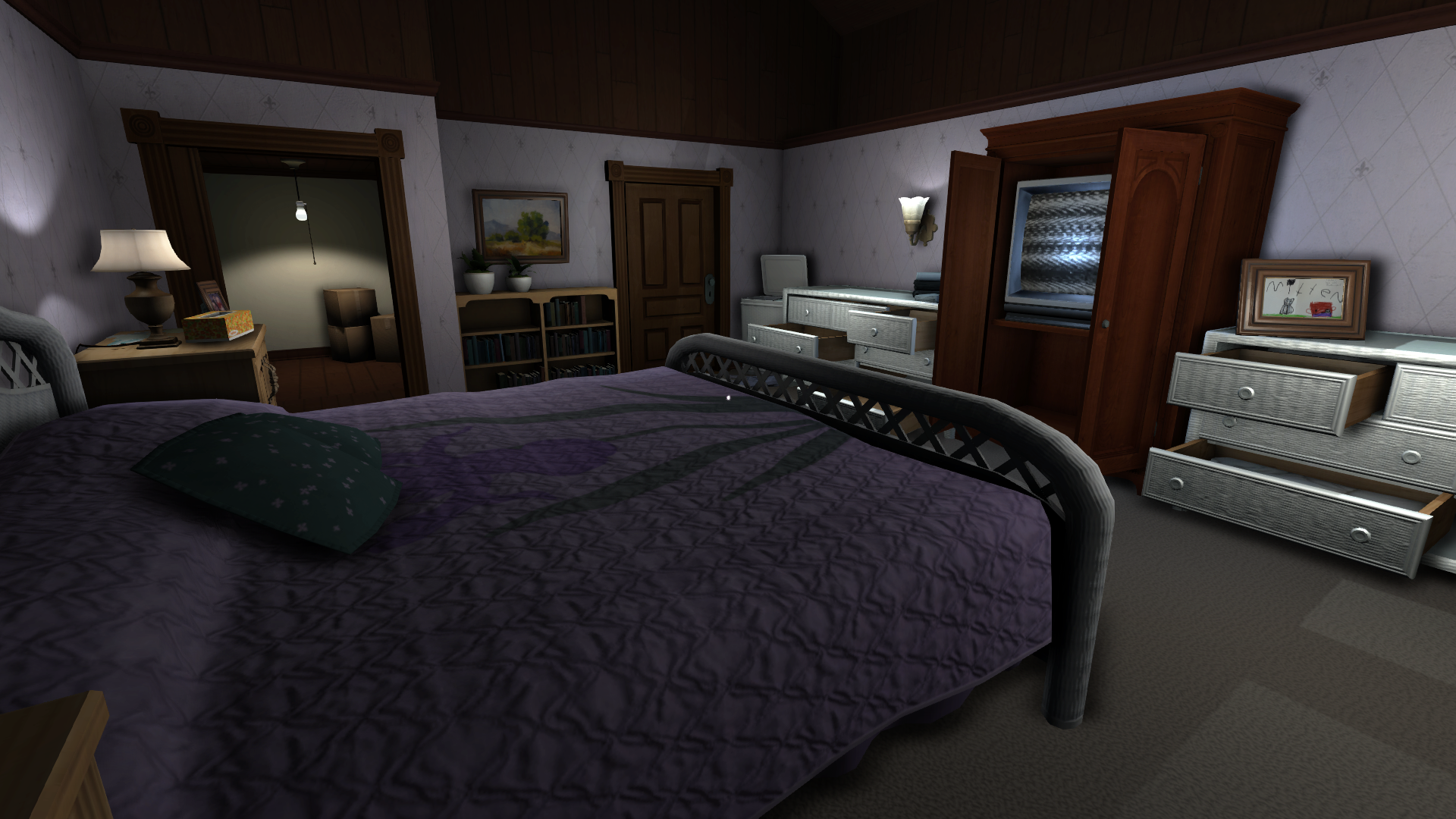
Zimonja hämtade inspiration från en Sears-katalog från 1990 när hon designade vissa av möblerna i Gone Home.

Gaynor har förklarat att anledningen till att The Fullbright Company valde att låta Gone Home utspela sig under 1990-talet  inte var att de tyckte att det decenniet var fantastiskt utan för att Gaynor ansåg att 1995 var det sista året handlingen kunde utspela sig under där det fortfarande var rimligt att papperslappar och dagboksanteckningar existerade i hög grad istället för SMS, e-post och personsökare. Han ville även att Gone Home skulle utspela sig under en tidsperiod som inte var alltför avlägsen utan att handlingen skulle ha kunnat äga rum under spelarens egen livstid. Zimonja har sagt att underhållningen under 1990-talet till stor del handlade om tonåringar som försökte hitta sina egna identiteter och att det kändes naturligt för The Fullbright Company att låta detta vara en del av spelet.
Huset Gone Home utspelar sig i var från början tänkt att vara uppbyggt i en datorstyrd framtidsmiljö, men ändrades kort därefter om till att se ut som att det hade byggts under den viktorianska tiden. Zimonja har sagt att hon hämtade inspiration från en Sears-katalog från 1990 när hon designade vissa av möblerna och Craig undersökte blomsterspråk och viktoriansk symbolism för att kunna skapa realistiska tapeter och glasmålningar till huset; som hjälp för att designa dessa använde hon sig av Maya, Adobe Photoshop och eBrush. David Lynchs verk såsom Twin Peaks och Blue Velvet var två inspirationskällor för både känslan och ljussättningen i Gone Home. De fiktiva tidskrifterna i spelet, däribland GROOVE, Froth – Music and Culture och Fresh, är baserade på riktiga tidskrifter såsom Spin, Option och Sassy.

### Ljudeffekter och röstskådespel
Flera av ljudeffekterna i Gone Home spelades in i butiken Rejuvenation i Portland och i de fall generiska nedslagsljud behövdes användes en avokado. Röstskådespelaren Sarah Elmaleh lånade ut sin röst till Kaitlin medan Sarah Grayson gjorde rösten åt Samantha. Röstinspelningarna ägde rum i White Horse Productions i Portland och färdigställdes den 13 juni 2013. Grayson har sagt att hennes inspiration för rösten till Samantha delvis kom till efter att The Fullbright Company bett henne att se på Mitt så kallade liv.

## Lansering och mottagande
En teaser för Gone Home släpptes den 15 november 2012 och en trailer med titeln Riot Grrrl Style Now lanserades den 20 mars 2013, vilken innehåller låten "Some Special" av Bratmobile. Gone Home släpptes internationellt den 15 augusti 2013 och en andra trailer lanserades dagen efter och bestod till viss del av den kritiska respons spelet hade fått. Kommentarspår till Gone Home med de anställda på The Fullbright Company samt Grayson, kompositören Chris Remo och artisten Corin Tucker, från bland annat Heavens to Betsy, släpptes den 22 oktober 2013. En fysisk utgåva av Gone Home lanserades den 3 juli 2014 och innehöll spelet, dess soundtrack, ett klistermärke i form av ett kassettband, en affisch och Designer's Notebook, vilket var en anteckningsbok med spel- och designkoncept skapade under utvecklingsfasen.

### Porteringar och bundlingsutgåvor
En bundlingsutgåva innehållande Gone Home, spelets soundtrack, Calculated av Heavens to Betsy, Pottymouth av Bratmobile samt The Youngins Are Hardcore av The Youngins lanserades den 13 november 2013.  Spelet ingick i bundlingsutgåvan Humble Indie Bundle 12 som släpptes i september 2014. Den 10 mars 2014 släpptes en trailer som visade att Gone Home skulle komma att lanseras till Wii U under hösten samma år genom ett samarbete med Midnight City, ett dotterbolag till Majesco Entertainment. Lanseringsdatumet flyttades senare fram till vintern 2015 innan det rapporterades att en Wii U-version av spelet inte längre var aktuell, mycket på grund av ekonomiska svårigheter för Majesco Entertainment. Gone Home släpptes både till Playstation 4 och Xbox One under januari och februari 2016 via Midnight City, dock var en Wii U-version inte under utveckling vid tillfället. I juni 2016 valdes Gone Home till ett av spelen som gjordes tillgängliga via prenumerationstjänsten PlayStation Plus och i oktober 2017 valde Microsoft Gone Home till ett av spelen att tillhöra deras Games with Gold-program. Gone Home lanserades till Nintendo Switch den 6 september 2018 och till IOS den 11 december samma år, där båda versionerna släpptes via Annapurna Interactive efter att ha porterats av BlitWorks.

### Kritisk respons
| Mottagande         | Mottagande              |
| Samlingsbetyg      | Samlingsbetyg           |
| Tjänst             | Betyg                   |
| ------------------ | ----------------------- |
| Gamerankings       | 87,39% (33 recensioner) |
| Metacritic         | 86/100 (56 recensioner) |
| Moby Games         | 88/100                  |
| Recensionsbetyg    |                         |
| Publikation        | Betyg                   |
| Adventure Gamers   | [ 72 ]                  |
| Allgame            | [ 73 ]                  |
| Edge               | [ 74 ]                  |
| Eurogamer          | [ 75 ]                  |
| Game Informer      | [ 76 ]                  |
| Game Revolution    | [ 77 ]                  |
| Gamespot           | [ 78 ]                  |
| Gamesradar         | [ 79 ]                  |
| GamesTM            | [ 80 ]                  |
| Gametrailers       | [ 81 ]                  |
| IGN                | [ 3 ]                   |
| PC Gamer US        | 85/100                  |
| Videogamer.com     | [ 83 ]                  |
| FZ                 | [ 84 ]                  |
| Giant Bomb         | [ 85 ]                  |
| Kotaku             | Positiv                 |
| Level 7            | [ 87 ]                  |
| Loading.se         | [ 88 ]                  |
| Polygon            | [ 89 ]                  |
| Quarter to Three   | [ 90 ]                  |
| The New York Times | Positiv                 |

Recensionerna för Gone Home var främst starkt positiva. På Gamerankings har spelet betyget 87,39 procent, baserat på 33 recensioner. På Metacritic har Gone Home betyget 86 av 100, baserat på 56 recensioner, och på Moby Games har spelet betyget 88 av 100.
Emily Morganti på Adventure Gamers hyllade handlingen i Gone Home och drog paralleller till Mitt så kallade liv. Morgantis enda klagomål låg på hon hade svårigheter med kontrollerna emellanåt, men gav i slutändan spelet 4,5 av 5 i betyg. Edge kallade Gone Home för gotiskt och jämförde det med survival horrorspel såsom Alone in the Dark. Tidskriften skrev att handlingen var fantastiskt utformad och gav spelet betyget 9 av 10. Kimberley Wallace på Game Informer tyckte att spelet var ambitiöst utvecklat och uppskattade detaljrikedomen som Gone Home erbjöd. Wallace gav spelet betyget 8,5 av 10. Jessica Vazquez på Game Revolution uppskattade hur berättelsen var skriven, men beklagade sig över att Kaitlin inte utvecklades som spelfigur och att det kunde bli långtråkigt att undersöka alla hushållsobjekt i spelet. Överlag ansåg dock Vazquez att Gone Home var ett välgjort spel och hon gav det 4,5 av 5 i betyg. Carolyn Petit på Gamespot skrev att berättelsen var "intim, ärlig och vacker" och ansåg att spelet fullföljde sina ambitioner på ett felfritt sätt. Petit betygsatte Gone Home med 9,5 av 10. Giancarlo Saldana på GamesRadar uppskattade spelets fokus på utforskning och att The Fullbright Company hade skapat miljöer fyllda med "liv och charm". Saldana tyckte dock att Gone Home hade lågt återspelningsvärde och var negativ till att det gick att klara på enbart två timmar. Han gav trots detta spelet betyget 5 av 5. Marty Sliva på IGN hyllade berättelsen, röstskådespelet och sättet musiken spelades vid passande tillfällen under spelets gång. Sliva ansåg att det enda negativa med Gone Home var återanvändningen av samma hushållsobjekt på olika platser, men han gav i slutändan spelet 9,5 av 10 i betyg. Matt Lees på VideoGamer.com skrev att Gone Home var väldigt detaljrikt och att spelet gav en lagom dos av voyeurism, men att det var för dyrt för dess korta speltid. Lees gav Gone Home betyget 9 av 10. P-A Knutsson på Level 7 skrev i sin recension av spelet att "[d]en magnifika stämningen gör att man konstant sitter på helspänn och även om berättelsen inte är särskilt unik, förs den framåt på ett lysande sätt och kommer etsa sig fast i spelarens minne" samt att "Gone Home [lyckas] vara en smått fantastiskt upplevelse." Knutsson betygsatte spelet 9 av 10. Christoffer Holmbäck på Loading.se gav Gone Home betyget 10 av 10 och beskrev spelet som "en kärleksfull och personlig berättelse, som samtidigt är helt universell då den talar till alla som någonsin känt sig obekväma i sin ungdom." Henrik Blomgren på Digital Life kallade Gone Home för ett "mysigt och tänkvärt [spel som är] omöjligt att lägga från sig" och han gav det 4 av 5 i betyg. Daniel Goldberg på Svenska Dagbladet var positiv i sin recension av spelet och skrev att "'Gone home' är spelens motsvarighet till en novellfilm: En nätt historia berättad utan krusiduller. Just därför förtjänar det all uppmärksamhet det kan få. För sådant behöver spelvärlden mer av." Goldberg gav Gone Home betyget 5 av 6.
Oli Welsh på Eurogamer var mer negativt inställd till Gone Home och tyckte att spelet var mer som ett manifest än att det förmedlade ett budskap. Welsh ansåg att berättelsen var svag och inte passade spelets känsla och betyget han gav Gone Home var 6 av 10. Eftersom Gone Home saknar flera av de funktioner som är generellt förekommande i datorspel har det fått negativ kritik för att inte vara ett spel överhuvudtaget eller att det faller inom den ibland nedsättande genren promenadsimulator. Gaynor har sagt att han och hans kollegor inte har tagit åt sig av denna kritik eftersom de positiva reaktionerna var fler än de negativa, men han visade förståelse för att Gone Home inte skulle passa alla människor. Annan negativ kritik som lyftes fram var att spelet var för kort och att det inte innehöll några strider eller några pussel att lösa. Gaynor har förklarat att fokus istället låg på att ge spelarna varierande upplevelser och att Gone Home innehöll en viss lekfullhet som höll sig inom dess tema och ramar.

### Försäljning
Den 11 september 2013 rapporterades det att Gone Home sålts i mer än 50 000 exemplar och vid slutet av detta år hade försäljningen ökat till drygt 235 000 exemplar. I februari 2014 rapporterades det att spelet hade sålts i 250 000 exemplar, varav cirka 80 procent av dessa var via Steam. En försäljning på över 700 000 exemplar rapporterades i oktober 2017 och drygt två år senare var denna siffra uppe på 750 000 exemplar. I april 2025 rapporterades det via Video Game Insights att Gone Home hade sålt drygt 600 000 exemplar via Steam.

### Utmärkelser och eftermäle
The Fullbright Company valde att skicka in en tidig version av Gone Home som sitt bidrag till Independent Games Festival 2013 och den nominerades i kategorin för bästa berättelse, som istället vanns av Cart Life. Spelet var även en del av Rezzed Game Show 2013 i Birmingham, England och Fantastic Arcade vid Fantastic Fest 2013 i Austin, Texas.
Gone Home vann utmärkelsen i kategorin bästa ljud under IndieCade 2013 och Paste utsåg Gone Home till det bästa spelet under Game Developers Conference 2013. Under Spike VGX 2013 vann Gone Home i kategorierna Best PC Game och Best Independent Game samt att The Fullbright Company nominerades till utmärkelsen Studio of the Year, vilken istället vanns av Naughty Dog. Spelet nominerades i kategorin Best Story under Gametrailers Game of the Year Awards 2013, men förlorade till The Last of Us. IGN dedikerade vecka 36 i september 2013 till spelet under vad de kallade för "Gone Home-veckan" och de utsåg senare Gone Home till det bästa PC-spelet 2013 samt att det vann i kategorin Best Overall Story. Spelet vann utmärkelsen Game of the Year 2013 av Polygon, Paste och Kill Screen. Entertainment Weekly placerade Gone Home på plats sju över de tio bästa spelen under 2013 och på en liknande lista placerade USA Today spelet på plats 3. PC Gamer gav Gone Home utmärkelsen Best Narrative Game of the Year 2013. Spelet nominerades under Game Developers Choice Awards 2014 för utmärkelserna Game of the Year, Innovation Award, Best Downloadable Game, Best Narrative samt Best Debut, där Gone Home vann den sistnämnda utmärkelsen. Aftonbladet placerade Gone Home på plats fyra över de tio bästa spelen som lanserades under 2013. Spelet vann även en BAFTA 2014 i kategorin Debut Game och nominerades i kategorin Story.
Gone Home har varit med som en del av olika konstutställningar på bland annat EMP Museum i Seattle, Museum of the Moving Image i New York, ACMI i Melbourne, Reggia di Venaria Reale i Venaria Reale och Museo Nazionale del Cinema, båda i Turin, Museum of Design Atlanta (MODA) i Atlanta samt det digitala museet Museum.exe, som utvecklades av Nick A. Spyrakos, Spiderbrood och Alx vid Uppsala universitet. Gone Home var även en av titlarna i boken Game Changers: The Video Game Revolution, som publicerades av Phaidon Press under 2023.

### Tillbakadragande från PAX 2013
The Fullbright Company valde att dra tillbaka Gone Home från att visas upp vid Indie Megabooth under Penny Arcade eXpo (PAX) 2013. Anledningen till detta var att de kände att Jerry Holkins och Mike Krahulik, skaparna av webbserien Penny Arcade och arrangörerna bakom PAX, tidigare hade gjort uttalanden som gick emot de åsikter företaget stod för. Särskilt kände de att Krahulik gick över gränsen när han uttalade sig nedsättande om transpersoner och i och med att Gone Home berör HBTQ-frågor kände The Fullbright Company att PAX inte var rätt forum för dem att visa upp spelet. Krahulik har senare bett om ursäkt för sina uttalanden, men kommenterade inte specifikt The Fullbright Companys beslut att dra sig ur PAX 2013.

## Musik
Musiken i Gone Home har sin grund i riot grrrl, en feministisk undergroundrörelse inom punkrocken. Zimonja har sagt att The Fullbright Company tyckte det var passande att Samantha blev introducerad för riot grrrl-musik eftersom den var typisk för den tid spelet utspelade sig, samtidigt som de anställda på The Fullbright Company själva uppskattade denna sortens musik. Zimonja ansåg även att riot grrrl inte var en musikgenre som fick mycket uppmärksamhet i datorspel överlag och att detta gjorde att de ville utforska genren mer. Heavens to Betsy och Bratmobile var två av riot grrrl-banden vars musik finns med i spelet och totalt sex låtar från Heavens to Betsys Calculated och Bratmobiles Pottymouth går att höra i Gone Home. The Youngins, ett lokalt band från Portland, bidrog även med låtar till spelet och de antog rollen som det fiktiva bandet Girlscout i Gone Home; The Youngins och The Fullbright Company träffades först under musikfestivalen The Grrrl Front i april 2013 i Portland och Gaynor har sagt att The Youngins "garagebandsaktiga sound" passade perfekt in i spelet. Utöver dessa band kan låten "Got a Need for You" av Adrian and his Tap Room Gang tillsammans med Jeanne Burns från 1935 höras i spelet; Zimonja kommenterade att hon blev fascinerad av Adrian Rollini under tiden hon gjorde efterforskningar för passande musik till Bioshock 2.
Spelets soundtrack komponerades av Chris Remo och lanserades den 22 oktober 2013. Soundtracket innehåller de låtar Remo själv komponerat till Gone Home samt dagboksanteckningarna som läses upp under spelets gång; soundtracket innehåller dock inte låtarna av riot grrrl-banden Heavens to Betsy, Bratmobile eller The Youngins som spelas i Gone Home. Remo ville att soundtracket skulle stå i kontrast till den musikaliskt sett tyngre riot grrrl-musiken som fanns i Gone Home och under skapandet av spelets soundtrack tog han inspiration av musiken från Twin Peaks. Remo komponerade större delen av musiken vid två tillfällen: det första var i september 2012 och det andra var under sommaren 2013. Vid det första tillfället använde han sig mycket av elpianon, främst Wurlitzer- och Rhodes-pianon, medan han under det andra tillfället istället fokuserade på akustiska gitarrer. Ambientmusiken var från början snabbare, men Gaynor kände att för att den skulle passa i spelet var den tvungen att saktas ned till hälften av det ursprungliga tempot.
En 5th Anniversary Edition av albumet lanserades under 2018 i en begränsad vinylupplaga av 1 000 kopior. Albumets konst hade gjorts av Leighton Gray, Faith Schaffer och Noël Clark. 2019 lanserade Kill Rock Stars spelets soundtrack, tillsammans med riot grrrl-låtarna, i en begränsad upplaga på kassettband. En 10th Anniversary Edition av albumet lanserades under 2024. Liksom med 5th Anniversary Edition gavs albumet ut i en begränsad vinylupplaga av 1 000 kopior, där albumets konst ännu en gång hade gjorts av Gray, Schaffer och Clark.
| 1.           | See You Soon                              | 0:59  |
| 2.           | At the New House/First Day of School      | 1:22  |
| 3.           | Hanging Out with Girls/Dealing with Roots | 0:48  |
| 4.           | Default Friends/Ship Date                 | 1:25  |
| 5.           | Stick with the Group                      | 0:54  |
| 6.           | The House, Part 1 (Original)              | 2:55  |
| 7.           | The Nunnery                               | 0:57  |
| 8.           | A Very Long Phase/Getting Lonnie          | 1:16  |
| 9.           | Daniel                                    | 0:51  |
| 10.          | Just Gone                                 | 0:54  |
| 11.          | The House, Part 2 (Original)              | 2:54  |
| 12.          | Dedication                                | 1:04  |
| 13.          | Live Moves On                             | 1:04  |
| 14.          | In the Attic                              | 0:54  |
| 15.          | I Said Yes                                | 1:23  |
| 16.          | I'll See You Again                        | 0:53  |
| 17.          | The House, Part 1 (In-Game)               | 5:49  |
| 18.          | The House, Part 2 (In-Game)               | 5:49  |
| Total längd: | Total längd:                              | 32:11 |